# Lletrista (còmic)
|  | Aquest article tracta sobre Lletrista de còmics. Vegeu-ne altres significats a «Lletrista». |

Un Lletrista és un membre d'un equip de creadors de còmics responsables d'escriure el text del còmic. L'ús de tipus de lletra, cal·ligrafia, mida de lletra i disseny per part del lletra contribueixen a l'impacte del còmic. L'escriptor elabora les "lletres de visualització" del còmic: les lletres del títol de la història i altres subtítols i crèdits especials que solen aparèixer a la primera pàgina d'una història. L'escriptor també escriu les lletres de la paraula globus i dibuixa efectes sonors. Molts lletres també dissenyen logotips per als diferents títols de la companyia de còmics.

## Història

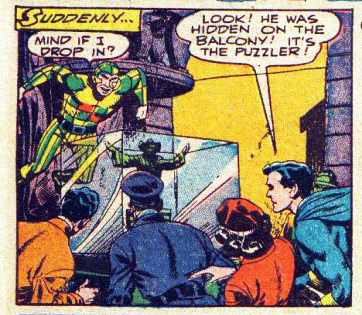
Tauler de 1949 amb lletres dels millors còmics d'Amèrica

Quan els còmics van arribar a la majoria d'edat a la dècada de 1940, l'enorme volum de treball exigit per les editorials havia fomentat un procés de muntatge, dividint el procés creatiu en tasques diferents: escriptor, llapissista, lletrador, entintador i colorista . A finals de la dècada de 1940, va ser possible guanyar-se la vida només amb lletres de còmics i còmics per a artistes, estudis i empreses que no tenien temps ni ganes de fer-ho a casa. Va néixer la carrera de lleterista autònom i, als anys 50, lletres com Gaspar Saladino, Sam Rosen i Ben Oda estaven fent carreres a temps complet com a lletres per a DC Comics, Marvel Comics i King Features.
La dissenyadora de lletres i logotips Ira Schnapp va definir el look de DC Comics durant gairebé trenta anys. A partir de 1940, va dissenyar o perfeccionar logotips tan emblemàtics com Action Comics, Superman, The Flash i Justice League of America, alhora que va crear l'aparença distintiva dels anuncis i promocions de la casa de DC. (Schnapp també va dissenyar el segell Comics Code Authority, que va ser un element habitual a les portades de còmics de totes les grans empreses durant més de quaranta anys.)

DC Comics va utilitzar un estable de més de 20 lletres als còmics que van publicar als anys 50 i 60 (alguns dels lletres, com Jerry Robinson i Dick Sprang, eren més coneguts com a artistes):
- John Costanza
- Jon D'Agostino
- Ben Oda
- Jerry Robinson
- Joe Rosen
- George Roussos
- Gaspar Saladino
- Ira Schnapp
- Dick Sprang

 A partir de l'any 1966, l'aspecte clàssic d'Ira Schnapp, inspirat en l'art deco, va ser substituït per l'estil orgànic i vibrant de Gaspar Saladino, que va redissenyar l'estil de la casa de DC per a l'era de la contracultura. Gaspar es va convertir en la carta de presentació de tots els llibres de DC durant la dècada de 1970, i fins i tot va ser " fantasma " com a carta de la "pàgina u" de Marvel Comics durant gran part del mateix període. El treball de Gaspar va esdevenir tan emblemàtic que diverses editorials de còmics independents que van sorgir als anys 70 i 80, com Atlas/Seaboard, Continuity Comics i Eclipse Comics, el van contractar per dissenyar logotips per a tota la seva línia de títols.
Des de la dècada de 1930 fins a la dècada de 1990 (amb algunes excepcions), l'escriptor va fer el seu ofici a la mateixa pàgina dibuixada pel dibuixant. (L'art amb llapis es va entintar després que l'escriptor hagués completat el seu treball a la pàgina.) A DC Comics durant l'" Edat de Plata " dels anys 60, els llapisers havien de "despredar els globus i els efectes de so" perquè els lletres poguessin anar més tard. acabat. Un lletrer consumat va ser capaç d'adaptar el seu estil a l'estil de l'art d'aquell llibre en particular.

### Lletra informàtica
L'evolució de l'autoedició impulsada per ordinadors, especialment els fets per Apple, va començar a la dècada de 1980 i va començar a tenir un impacte gradual en les lletres dels còmics poc després. Un dels primers usuaris de lletres generades per ordinador va ser l'escriptor/artista John Byrne, qui va fer tipus de lletra a partir de lletres existents. (Per cert, Byrne va fer ús de les lletres existents d'altres artistes, com ara Dave Gibbons, sense el seu permís. Ara Byrne utilitza un tipus de lletra d'ordinador basat en l'escriptura del lletra Jack Morelli, amb el permís de Morelli.) Altres primers usuaris de les lletres d'ordinador varen ser David Cody Weiss iRoxanne Starr, que va experimentar amb lletres per ordinador Bob Burden's Flaming Carrot Comics.
Les lletres d'ordinador realment van començar a tenir un impacte amb la disponibilitat del primer tipus de lletra comercial de còmics, "Whizbang" (creat per Studio Daedalus) al voltant de 1990.
A principis de la dècada de 1990, l'escriptor Richard Starkings i el seu soci John Roshell (abans Gaushell) van començar a crear fonts de còmics i van començar Comicraft, que des de llavors s'ha convertit en la principal font de fonts de còmics (tot i que tenen competència d'altres, com Blambot).
En deferència a la tradició, al principi es van imprimir lletres d'ordinador i enganxar-se a l'obra d'art original, però després d'uns anys, a mesura que el color dels còmics també es va traslladar a l'autoedició, els fitxers de lletres digitals es van començar a utilitzar d'una manera més eficaç combinant-los directament. amb fitxers d'art digital, eliminant completament l'etapa d'enganxament físic. Wildstorm Comics es va avançar a la corba, Marvel va aparèixer uns anys més tard i DC va mantenir els mètodes de producció tradicionals durant més temps, però ara gairebé totes les lletres s'apliquen digitalment.
Als primers anys del segle XXI, les principals companyies de còmics nord-americanes es van traslladar gairebé exclusivament a la lletra informàtica interna, posant fi de manera efectiva a l'era de la lletra autònoma. Chris Eliopoulos va dissenyar els tipus de lletra per a la unitat de lletres interna de Marvel, i Ken Lopez va fer el mateix a DC. Des d'aleshores, la tendència ha canviat cap a una altra banda, amb la majoria d'editors de còmics una vegada més utilitzant cartadors autònoms en lloc de personal intern. Gairebé tots utilitzen fonts d'ordinador i còmics digitals.

## Eines i mètodes
El lletra de còmics tradicional necessita poc més que una guia de lletres, un bolígraf o pinzell, tinta índia i pintura blanca per a les correccions. Algunes situacions requerien que l'escriptor utilitzés superposicions de vitel·la a sobre de l'art original.

### EC Comics
La lletra dels còmics de l'editorial de còmics de terror sensacionalista EC Comics (c. 1945 – c.1955) era diferent de la d'altres editors: el seu aspecte mecànic li donava un aspecte estèril i ajudava a definir l'estil particular de còmics pel qual era conegut EC. Els lletres d'EC van aconseguir el seu aspecte particular utilitzant un joc de lletres Leroy, un dispositiu popular entre els dibuixants i arquitectes. El conjunt de lletres Leroy constava d'un llapis i una forma de lletres pantogràfics.

### Lletra informàtica
La majoria dels llibres de Marvel i DC estan escrits amb un programa de gràfics com Adobe Illustrator, Adobe Photoshop o Adobe InDesign, i un tipus de lletra que s'assembla a les lletres manuals. Les lletres d'ordinador ofereixen moltes dreceres tècniques, especialment combinant el treball de lletres directament amb fitxers d'art digital, eliminant per complet la tediosa etapa d'enganxament físic. Alguns lletres escriuen a mà part del guió. Les lletres manuals s'utilitzen sovint per als efectes de so i l'onomatopeia als còmics.
També hi ha dibuixants de còmics i entintadors que prefereixen tenir la lletra directament a les seves pàgines. En primer lloc, estalvia temps de dibuix (no haver de posar art on hi haurà un subtítol gran); i en segon lloc, els còmics expliquen una història, i una pàgina d'art del còmic sense les lletres és només la meitat de la història.
L'escriptor de molt temps John Workman es troba en un terme intermedi entre les lletres tradicionals i digitals. A més del seu "treball de pissarra d'última generació", Workman ha escrit manualment electrònicament mitjançant una tauleta Wacom .

## Premis i reconeixements
Tant els premis Eisner com els Harvey inclouen la categoria de "millor lletra". (Els premis Shazam també van tenir una categoria de "millor lletra" fins a la desaparició dels premis el 1975.) Des de la creació dels premis de lletres Eisner i Harvey (el 1993 i el 1992, respectivament), Todd Klein ha dominat l'Eisner, guanyant quinze vegades., i ha sortit amb el Harvey vuit vegades. Altres guanyadors del premi Harvey són Ken Bruzenak, Chris Ware, John Workman i Dan Clowes.

## Lletristes i estudis de lletres

### Lletristes notables
- Diana Albers
- Jim Aparo
- Ken Bruzenak
- Janice Chiang
- John Costanza
- Chris Eliopoulos
- Tom Frame
- Todd Klein
- Ken Lopez
- Jack Morelli
- Jim Novak
- Bill Oakley
- Ben Oda
- Tom Orzechowski
- Annie Parkhouse
- Bill Pearson
- Nate Piekos
- Joe Rosen
- Sam Rosen
- Gaspar Saladino
- Ira Schnapp
- Artie Simek
- Richard Starkings
- John Workman
- Bill Yoshida

### Artistes Lletristes
Dibuixants coneguts per les lletres dels seus propis còmics:
- Jim Aparo
- John Byrne
- Eddie Campbell
- Daniel Clowes
- Dave Gibbons
- Jean (Moebius) Giraud
- Rian Hughes
- Walt Kelly
- Frank Miller
- Stan Sakai
- Dave Sim
- Ty Templeton
- Frank Thorne
- Chris Ware

### Empreses
Empreses i estudis que creen tipus de lletra i proporcionen lletres per ordinador:
- Blambot
- Comicraft